# Temporada 2017 de la Monster Energy NASCAR Cup Series
La temporada 2017 de la Monster Energy NASCAR Cup Series es la número 69 de la categoría más importante de carreras de "stock cars" (coches de serie) en los Estados Unidos. La temporada comenzó en Daytona International Speedway, con el Clash, seguido por las 500 Millas de Daytona y terminará con la Ford EcoBoost 400 en Homestead-Miami Speedway.
Jimmie Johnson entra como campeón defensor, habiendo alcanzado el récord de siete títulos, con la que comparte con Richard Petty y Dale Earnhardt.
Monster Energy será el patrocinador oficial de la categoría en 2017 después de que Sprint Corporation decidiera no permanecer como patrocinador. Sprint había sido el patrocinador desde 2004, cuando su socio Nextel había reemplazado a Winston después de la temporada 2003, pero Sprint se convirtió en el patrocinador en 2008, después de comprar a Nextel a finales de 2005. Desde 1971, Monster Energy es el tercer patrocinador oficial de la Copa NASCAR en su historia.

## Equipos y pilotos

### Equipos con Charters
| Marca                 | Equipo                               | No. | Piloto                 | Jefe de equipo                                     |
| --------------------- | ------------------------------------ | --- | ---------------------- | -------------------------------------------------- |
| Chevrolet             | Chip Ganassi Racing                  | 1   | Jamie McMurray         | Matt McCall                                        |
| Chevrolet             | Chip Ganassi Racing                  | 42  | Kyle Larson            | Chad Johnston                                      |
| Chevrolet             | Circle Sport – The Motorsports Group | 33  | Jeffrey Earnhardt 34   | Pat Tryson 15 Frank Stoddard 1 Eddie Pardue 20     |
| Chevrolet             | Circle Sport – The Motorsports Group | 33  | Boris Said 2           | Pat Tryson 15 Frank Stoddard 1 Eddie Pardue 20     |
| Chevrolet             | Germain Racing                       | 13  | Ty Dillon (R)          | Bootie Barker                                      |
| Chevrolet             | Hendrick Motorsports                 | 5   | Kasey Kahne            | Keith Rodden                                       |
| Chevrolet             | Hendrick Motorsports                 | 24  | Chase Elliott          | Alan Gustafson                                     |
| Chevrolet             | Hendrick Motorsports                 | 48  | Jimmie Johnson         | Chad Knaus                                         |
| Chevrolet             | Hendrick Motorsports                 | 88  | Dale Earnhardt Jr.     | Greg Ives                                          |
| Chevrolet             | JTG Daugherty Racing                 | 37  | Chris Buescher         | Trent Owens                                        |
| Chevrolet             | JTG Daugherty Racing                 | 47  | A. J. Allmendinger     | Randall Burnett 33 Ernie Cope 3                    |
| Chevrolet             | Leavine Family Racing                | 95  | Michael McDowell       | Todd Parrott                                       |
| Chevrolet             | Richard Childress Racing             | 3   | Austin Dillon          | Slugger Labbe 10 Sammy Johns 1 Justin Alexander 25 |
| Chevrolet             | Richard Childress Racing             | 27  | Paul Menard            | Matt Borland                                       |
| Chevrolet             | Richard Childress Racing             | 31  | Ryan Newman            | Luke Lambert                                       |
| Ford                  | Front Row Motorsports                | 34  | Landon Cassill         | Donnie Wingo                                       |
| Ford                  | Front Row Motorsports                | 38  | David Ragan            | Derrick Finley                                     |
| Ford                  | Go Fas Racing                        | 32  | Matt DiBenedetto       | Gene Nead                                          |
| Ford                  | Richard Petty Motorsports            | 43  | Aric Almirola 24       | Drew Blickensderfer 33 Scott McDougall 3           |
| Ford                  | Richard Petty Motorsports            | 43  | Regan Smith 2          | Drew Blickensderfer 33 Scott McDougall 3           |
| Ford                  | Richard Petty Motorsports            | 43  | Darrell Wallace Jr. 10 | Drew Blickensderfer 33 Scott McDougall 3           |
| Ford                  | Roush Fenway Racing                  | 6   | Trevor Bayne           | Matt Puccia                                        |
| Ford                  | Roush Fenway Racing                  | 17  | Ricky Stenhouse Jr.    | Brian Pattie                                       |
| Ford                  | Stewart-Haas Racing                  | 4   | Kevin Harvick          | Rodney Childers 35 Daniel Knost 1                  |
| Ford                  | Stewart-Haas Racing                  | 10  | Danica Patrick         | Billy Scott                                        |
| Ford                  | Stewart-Haas Racing                  | 14  | Clint Bowyer           | Mike Bugarewicz                                    |
| Ford                  | Stewart-Haas Racing                  | 41  | Kurt Busch             | Tony Gibson                                        |
| Ford                  | Team Penske                          | 2   | Brad Keselowski        | Paul Wolfe 33 Brian Wilson 2                       |
| Ford                  | Team Penske                          | 22  | Joey Logano            | Todd Gordon 33 Miles Stanley 3                     |
| Ford                  | Wood Brothers Racing                 | 21  | Ryan Blaney            | Jeremy Bullins                                     |
| Toyota                | BK Racing                            | 23  | Joey Gase 3            | Patrick Donahue 14 Randy Cox 22                    |
| Toyota                | BK Racing                            | 23  | Gray Gaulding (R) 13   | Patrick Donahue 14 Randy Cox 22                    |
| Toyota                | BK Racing                            | 23  | Ryan Sieg 1            | Patrick Donahue 14 Randy Cox 22                    |
| Toyota                | BK Racing                            | 23  | Alon Day 1             | Patrick Donahue 14 Randy Cox 22                    |
| Toyota                | BK Racing                            | 23  | Corey LaJoie (R) 1     | Patrick Donahue 14 Randy Cox 22                    |
| Toyota                | Furniture Row Racing                 | 77  | Erik Jones (R)         | Chris Gayle                                        |
| Toyota                | Furniture Row Racing                 | 78  | Martin Truex Jr.       | Cole Pearn                                         |
| Toyota                | Joe Gibbs Racing                     | 11  | Denny Hamlin           | Mike Wheeler                                       |
| Toyota                | Joe Gibbs Racing                     | 18  | Kyle Busch             | Adam Stevens 32 Ben Beshore 3 Jacob Canter 1       |
| Toyota                | Joe Gibbs Racing                     | 19  | Daniel Suárez (R)      | Dave Rogers 5 Scott Graves 31                      |
| Toyota                | Joe Gibbs Racing                     | 20  | Matt Kenseth           | Jason Ratcliff                                     |
| Chevrolet 10 Toyota 5 | Premium Motorsports                  | 15  | Michael Waltrip 1      | Mark Hillman                                       |
| Chevrolet 10 Toyota 5 | Premium Motorsports                  | 15  | Reed Sorenson 11       | Mark Hillman                                       |
| Chevrolet 10 Toyota 5 | Premium Motorsports                  | 15  | Joey Gase 1            | Mark Hillman                                       |
| Chevrolet 10 Toyota 5 | Premium Motorsports                  | 15  | Ross Chastain 1        | Mark Hillman                                       |
| Chevrolet 10 Toyota 5 | Premium Motorsports                  | 15  | D.J. Kennington 1      | Mark Hillman                                       |
| Chevrolet 35 Ford 1   | TriStar Motorsports                  | 72  | Cole Whitt             | Frank Kerr                                         |
| Source:               |                                      |     |                        |                                                    |

### Equipos sin Charters

#### Tiempo parcial
| Marca                | Equipo                | No. | Piloto           | Jefe de equipo                                          | Fecha(s) |
| -------------------- | --------------------- | --- | ---------------- | ------------------------------------------------------- | -------- |
| Chevrolet            | Beard Motorsports     | 75  | Brendan Gaughan  | Darren Shaw                                             | 3        |
| Chevrolet            | MBM Motorsports       | 66  | Carl Long        | George Church                                           | 1        |
| Chevrolet            | MBM Motorsports       | 66  | Timmy Hill       | George Church                                           | 1        |
| Chevrolet            | Rick Ware Racing      | 51  | Timmy Hill       | Carlos Contreras 1 Joe Lax 8 Jeff Spraker 1 Tony Furr 1 | 10       |
| Chevrolet            | Rick Ware Racing      | 51  | Cody Ware        | Carlos Contreras 1 Joe Lax 8 Jeff Spraker 1 Tony Furr 1 | 3        |
| Chevrolet            | Rick Ware Racing      | 51  | Josh Bilicki     | Carlos Contreras 1 Joe Lax 8 Jeff Spraker 1 Tony Furr 1 | 2        |
| Chevrolet            | Tommy Baldwin Racing  | 7   | Elliott Sadler   | Kenneth Davis                                           | 3        |
| Chevrolet            | Tommy Baldwin Racing  | 7   | J. J. Yeley      | Kenneth Davis                                           | 2        |
| Toyota               | BK Racing             | 83  | Corey LaJoie (R) | Doug Richert 4 Ryan Dubois 3 Randy Cox 8 Doug George 1  | 15       |
| Toyota               | BK Racing             | 83  | Ryan Sieg        | Doug Richert 4 Ryan Dubois 3 Randy Cox 8 Doug George 1  | 2        |
| Toyota               | Gaunt Brothers Racing | 96  | D. J. Kennington | Keith Hinkein 1 Mike Ford 1                             | 2        |
| Chevrolet 5 Toyota 6 | Premium Motorsports   | 55  | Reed Sorenson    | Wayne Carroll                                           | 3        |
| Chevrolet 5 Toyota 6 | Premium Motorsports   | 55  | Derrike Cope     | Wayne Carroll                                           | 9        |

## Cambios de pretemporada

### Formato de carreras
En 2017, las carreras de las tres divisiones nacionales de NASCAR se dividirán en tres etapas: las primeras dos, que comprende un 25% y 30% aproximadamente en cada uno de los dos primeros segmentos, con la tercera etapa que representa la mitad de la distancia, por lo tanto, en caso de mal tiempo u oscuridad, el tercer segmento será cancelado y la carrera se termina después de dos segmentos. Una bandera amarilla de competición se llevará a cabo al final de cada etapa, durante la cual los pilotos pueden tener opcionalmente una parada en boxes antes del reinicio para la siguiente etapa. En las primeras dos etapas, los primeros 10 clasificados sumará puntos: el primero recibirá 10 puntos, el segundo nueve, y así sucesivamente hasta que el décimo sume un punto. Además, al finalizar la etapa final se repartirá 40 puntos para el ganador de la carrera, y los piloto restantes se les otorgará puntos en una escala descendente, 35 para el segundo, 34 para el tercero, así sucesivamente hasta, 2 para 35º, y por último, 1 entre los 36º-40.º clasificados. También, el ganador de cada etapa recibirá también un punto para el playoffs y el ganador de la carrera recibirá cinco.
Las dos carreras clasificatorias llamados los Duelos, que definen la parrilla de salida para las 500 Millas de Daytona, darán puntos para el campeonato por primera vez desde 1971; se otorgarán a los 10 mejores clasificados en cada duelo, bajo el formato 10-9-8-7-6-5-4-3-2-1.
Además, el piloto que suma más puntos en las 26 primeras carreras de la temporada, se consagrará campeón de la temporada regular y recibirá 15 puntos para los playoffs (lo que antes se conocía como la Caza por la Copa). El segundo lugar general obtendrá 10, el tercero se quedará con ocho, hasta el décimo puesto, quien logrará uno.

### Política de autos dañados
A partir de esta temporada entrará en vigencia una normativa sobre seguridad que será aplicada en las tres divisiones de la NASCAR.
Una vez que un coche llegue a los pits, su equipo tiene cinco minutos para realizar cualquier reparación después de estar involucrado en un accidente, pero no pueden los mecánicos reemplazar partes de carrocería dañadas. Si se termina los cinco minutos y el coche no está en condiciones de seguir en carrera o si los daños son tan graves que requiere llevarlo al garaje, automáticamente queda afuera de la carrera.
Hay una excepción para los fallos puramente mecánicos o eléctricos, en la que podrán hacer reparaciones en los pits o en garajes sin restricciones de tiempo.

## Calendario
El calendario final - que comprende de 36 carreras, así como carreras de exhibición, que son el Clash de Daytona, los Duelos (carreras clasificatorias para las 500 Millas de Daytona) y la Carrera de las Estrellas de la NASCAR - fue lanzado el 5 de mayo de 2016. En el comienzo de la temporada 2017, el Atlanta Motor Speedway será el anfitrión de la carrera número 2500 de NASCAR, una semana después de la Daytona 500.
Los cambios clave a partir de 2016 incluyen:
- La Daytona 500 se llevará a cabo una semana después.
- El O'Reilly Auto Parts 500 en el Texas Motor Speedway se moverá desde la noche del sábado al domingo por la tarde.
- La AAA 400 Drive for Autism se pasará para después de la Coca-Cola 600 y antes de la Axalta 400.
- Bristol y Míchigan intercambian sus fechas carrera de agosto, volviendo a la orden que se utilizó hasta el año 2015
- Talladega y Kansas intercambian sus fechas de carreras de octubre.
- La semana de descanso de agosto se mueve entre Bristol y Darlington.

|                            | Advance Auto Parts Clash              | Daytona International Speedway, Daytona Beach, Florida | 19 de febrero    |
|                            | Can-Am Duel                           | Daytona International Speedway, Daytona Beach, Florida | 23 de febrero    |
| 1                          | Daytona 500                           | Daytona International Speedway, Daytona Beach, Florida | 26 de febrero    |
| 2                          | Folds of Honor QuikTrip 500           | Atlanta Motor Speedway, Hampton, Georgia               | 5 de marzo       |
| 3                          | Kobalt 400                            | Las Vegas Motor Speedway, Las Vegas, Nevada            | 12 de marzo      |
| 4                          | Camping World 500                     | Phoenix International Raceway, Avondale, Arizona       | 19 de marzo      |
| 5                          | Auto Club 400                         | Auto Club Speedway, Fontana, California                | 26 de marzo      |
| 6                          | STP 500                               | Martinsville Speedway, Ridgeway, Virginia              | 2 de abril       |
| 7                          | O'Reilly Auto Parts 500               | Texas Motor Speedway, Fort Worth, Texas                | 9 de abril       |
| 8                          | Food City 500                         | Bristol Motor Speedway, Bristol, Tennessee             | 23 de abril      |
| 9                          | Toyota Owners 400                     | Richmond International Raceway, Richmond, Virginia     | 30 de abril      |
| 10                         | GEICO 500                             | Talladega Superspeedway, Lincoln, Alabama              | 7 de mayo        |
| 11                         | Go Bowling 400                        | Kansas Speedway, Kansas City, Kansas                   | 13 de mayo       |
|                            | The Showdown                          | Charlotte Motor Speedway, Concord, Carolina del Norte  | 19 de mayo       |
|                            | Carrera de las Estrellas de la NASCAR | Charlotte Motor Speedway, Concord, Carolina del Norte  | 20 de mayo       |
| 12                         | Coca-Cola 600                         | Charlotte Motor Speedway, Concord, Carolina del Norte  | 28 de mayo       |
| 13                         | AAA 400 Drive for Autism              | Dover International Speedway, Dover, Delaware          | 4 de junio       |
| 14                         | Pocono 400                            | Pocono Raceway, Long Pond, Pensilvania                 | 11 de junio      |
| 15                         | FireKeepers Casino 400                | Michigan International Speedway, Brooklyn, Míchigan    | 18 de junio      |
| 16                         | Toyota/Save Mart 350                  | Sonoma Raceway, Sonoma, California                     | 25 de junio      |
| 17                         | Daytona Coca-Cola 400                 | Daytona International Speedway, Daytona Beach, Florida | 1 de julio       |
| 18                         | Quaker State 400                      | Kentucky Speedway, Sparta, Kentucky                    | 8 de julio       |
| 19                         | New Hampshire 301                     | New Hampshire Motor Speedway, Loudon, Nuevo Hampshire  | 16 de julio      |
| 20                         | Brickyard 400                         | Indianapolis Motor Speedway, Speedway, Indiana         | 23 de julio      |
| 21                         | Pennsylvania 400                      | Pocono Raceway, Long Pond, Pensilvania                 | 30 de julio      |
| 22                         | Watkins Glen 355                      | Watkins Glen International, Watkins Glen, Nueva York   | 6 de agosto      |
| 23                         | Pure Michigan 400                     | Michigan International Speedway, Brooklyn, Míchigan    | 13 de agosto     |
| 24                         | Bass Pro Shops NRA Night Race         | Bristol Motor Speedway, Bristol, Tennessee             | 19 de agosto     |
| 25                         | Bojangles' Southern 500               | Darlington Raceway, Darlington, Carolina del Sur       | 3 de septiembre  |
| 26                         | Federated Auto Parts 400              | Richmond International Raceway, Richmond, Virginia     | 9 de septiembre  |
| Playoffs de la Copa NASCAR |                                       |                                                        |                  |
| Ronda de 16                |                                       |                                                        |                  |
| 27                         | Chicagoland 400                       | Chicagoland Speedway, Joliet, Illinois                 | 17 de septiembre |
| 28                         | New England 300                       | New Hampshire Motor Speedway, Loudon, Nuevo Hampshire  | 24 de septiembre |
| 29                         | Dover 400                             | Dover International Speedway, Dover, Delaware          | 1 de octubre     |
| Ronda de 12                |                                       |                                                        |                  |
| 30                         | Bank of America 500                   | Charlotte Motor Speedway, Concord, North Carolina      | 7 de octubre     |
| 31                         | Alabama 500                           | Talladega Superspeedway, Lincoln, Alabama              | 15 de octubre    |
| 32                         | Hollywood Casino 400                  | Kansas Speedway, Kansas City, Kansas                   | 22 de octubre    |
| Ronda de 8                 |                                       |                                                        |                  |
| 33                         | Goody's Fast Relief 500               | Martinsville Speedway, Ridgeway, Virginia              | 29 de octubre    |
| 34                         | AAA Texas 500                         | Texas Motor Speedway, Fort Worth, Texas                | 5 de noviembre   |
| 35                         | Can-Am 500                            | Phoenix International Raceway, Avondale, Arizona       | 12 de noviembre  |
| Carrera por el campeonato  |                                       |                                                        |                  |
| 36                         | Ford EcoBoost 400                     | Homestead-Miami Speedway, Homestead, Florida           | 19 de noviembre  |

## Resultados y estadísticas

### Carrera
| No.                        | Carrera                                    | Pole position       | Más vueltas lideradas    | Piloto ganador      | Marca     |
| -------------------------- | ------------------------------------------ | ------------------- | ------------------------ | ------------------- | --------- |
| 001 !                      | Advance Auto Parts Clash                   | Brad Keselowski     | Denny Hamlin             | Joey Logano         | Ford      |
| 002 !                      | Can-Am Duel 1                              | Chase Elliott       | Brad Keselowski          | Chase Elliott       | Chevrolet |
| 003 !                      | Can-Am Duel 2                              | Dale Earnhardt Jr.  | Dale Earnhardt Jr.       | Denny Hamlin        | Toyota    |
| 1                          | Daytona 500                                | Chase Elliott       | Kevin Harvick            | Kurt Busch          | Ford      |
| 2                          | Folds of Honor QuikTrip 500                | Kevin Harvick       | Kevin Harvick            | Brad Keselowski     | Ford      |
| 3                          | Kobalt 400                                 | Brad Keselowski     | Martin Truex Jr.         | Martin Truex Jr.    | Toyota    |
| 4                          | Camping World 500                          | Joey Logano         | Kyle Busch               | Ryan Newman         | Chevrolet |
| 5                          | Auto Club 400                              | Kyle Larson         | Kyle Larson              | Kyle Larson         | Chevrolet |
| 6                          | STP 500                                    | Kyle Larson         | Kyle Busch               | Brad Keselowski     | Ford      |
| 7                          | O'Reilly Auto Parts 500                    | Kevin Harvick       | Ryan Blaney              | Jimmie Johnson      | Chevrolet |
| 8                          | Food City 500                              | Kyle Larson         | Kyle Larson              | Jimmie Johnson      | Chevrolet |
| 9                          | Toyota Owners 400                          | Matt Kenseth        | Matt Kenseth             | Joey Logano         | Ford      |
| 10                         | GEICO 500                                  | Ricky Stenhouse Jr. | Denny Hamlin             | Ricky Stenhouse Jr. | Ford      |
| 11                         | Go Bowling 400                             | Ryan Blaney         | Martin Truex Jr.         | Martin Truex Jr.    | Toyota    |
| 003 !                      | Monster Energy Open                        | Clint Bowyer        | Clint Bowyer Ryan Blaney | Daniel Suárez       | Toyota    |
| 004 !                      | Carrera de las Estrellas de la NASCAR      | Kyle Larson         | Kyle Larson              | Kyle Busch          | Toyota    |
| 12                         | Coca-Cola 600                              | Kevin Harvick       | Martin Truex Jr.         | Austin Dillon       | Chevrolet |
| 13                         | AAA 400 Drive for Autism                   | Kyle Busch          | Kyle Larson              | Jimmie Johnson      | Chevrolet |
| 14                         | Axalta presents the Pocono 400             | Kyle Busch          | Kyle Busch               | Ryan Blaney         | Ford      |
| 15                         | FireKeepers Casino 400                     | Kyle Larson         | Kyle Larson              | Kyle Larson         | Chevrolet |
| 16                         | Toyota/Save Mart 350                       | Kyle Larson         | Martin Truex Jr.         | Kevin Harvick       | Ford      |
| 17                         | Coke Zero 400                              | Dale Earnhardt Jr.  | Brad Keselowski          | Ricky Stenhouse Jr. | Ford      |
| 18                         | Quaker State 400                           | Kyle Busch          | Martin Truex Jr.         | Martin Truex Jr.    | Toyota    |
| 19                         | Overton's 301                              | Martin Truex Jr.    | Martin Truex Jr.         | Denny Hamlin        | Toyota    |
| 20                         | Brantley Gilbert Big Machine Brickyard 400 | Kyle Busch          | Kyle Busch               | Kasey Kahne         | Chevrolet |
| 21                         | Overton's 400                              | Kyle Busch          | Kyle Busch               | Kyle Busch          | Toyota    |
| 22                         | I Love New York 355 at The Glen            | Kyle Busch          | Martin Truex Jr.         | Martin Truex Jr.    | Toyota    |
| 23                         | Pure Michigan 400                          | Brad Keselowski     | Brad Keselowski          | Kyle Larson         | Chevrolet |
| 24                         | Bass Pro Shops NRA Night Race              | Erik Jones          | Erik Jones               | Kyle Busch          | Toyota    |
| 25                         | Bojangles' Southern 500                    | Kevin Harvick       | Kyle Larson Denny Hamlin | Denny Hamlin        | Toyota    |
| 26                         | Federated Auto Parts 400                   | Matt Kenseth        | Martin Truex Jr.         | Kyle Larson         | Chevrolet |
| Playoffs de la Copa NASCAR |                                            |                     |                          |                     |           |
| Ronda de 16                |                                            |                     |                          |                     |           |
| 27                         | Tales of the Turtles 400                   | Kyle Busch          | Kyle Busch               | Martin Truex Jr.    | Toyota    |
| 28                         | ISM Connect 300                            | Kyle Busch          | Kyle Busch               | Kyle Busch          | Toyota    |
| 29                         | Apache Warrior 400                         | Martin Truex Jr.    | Chase Elliott            | Kyle Busch          | Toyota    |
| Ronda de 12                |                                            |                     |                          |                     |           |
| 30                         | Bank of America 500                        | Denny Hamlin        | Kevin Harvick            | Martin Truex Jr.    | Toyota    |
| 31                         | Alabama 500                                | Dale Earnhardt Jr.  | Joey Logano              | Brad Keselowski     | Ford      |
| 32                         | Hollywood Casino 400                       | Martin Truex Jr.    | Kyle Busch               | Martin Truex Jr.    | Toyota    |
| Ronda de 8                 |                                            |                     |                          |                     |           |
| 33                         | First Data 500                             | Joey Logano         | Kyle Busch               | Kyle Busch          | Toyota    |
| 34                         | AAA Texas 500                              | Kurt Busch          | Martin Truex Jr.         | Kevin Harvick       | Ford      |
| 35                         | Can-Am 500                                 | Ryan Blaney         | Denny Hamlin             | Matt Kenseth        | Toyota    |
| Championship 4             |                                            |                     |                          |                     |           |
| 36                         | Ford EcoBoost 400                          | Denny Hamlin        | Kyle Larson              | Martin Truex Jr.    | Toyota    |

### Campeonato de pilotos
Los puntos se otorgan a los pilotos en la etapa final mediante la adición de la cantidad total de puntos de segmento obtenidos con los puntos conseguidos en la fase final. Para los Duelos de Daytona, solo los puntos se otorgan al final de cada Duelo.
Puntos otorgados en los Duelos de Daytona y en las dos primeras etapas:
| Posición | 1  | 2 | 3 | 4 | 5 | 6 | 7 | 8 | 9 | 10 | S1WIN | S2WIN |
| -------- | -- | - | - | - | - | - | - | - | - | -- | ----- | ----- |
| Final    | 10 | 9 | 8 | 7 | 6 | 5 | 4 | 3 | 2 | 1  | 1     | 1     |

Puntos otorgados en la última etapa:
| Posición | 1  | 2  | 3  | 4  | 5  | 6  | 7  | 8  | 9  | 10 | 11 | 12 | 13 | 14 | 15 | 16 | 17 | 18 | 19 | 20 | 21 | 22 | 23 | 24 | 25 | 26 | 27 | 28 | 29 | 30 | 31 | 32 | 33 | 34 | 35 | 36 | 37 | 38 | 39 | 40 | PWIN |
| -------- | -- | -- | -- | -- | -- | -- | -- | -- | -- | -- | -- | -- | -- | -- | -- | -- | -- | -- | -- | -- | -- | -- | -- | -- | -- | -- | -- | -- | -- | -- | -- | -- | -- | -- | -- | -- | -- | -- | -- | -- | ---- |
| Final    | 40 | 35 | 34 | 33 | 32 | 31 | 30 | 29 | 28 | 27 | 26 | 25 | 24 | 23 | 22 | 21 | 20 | 19 | 18 | 17 | 16 | 15 | 14 | 13 | 12 | 11 | 10 | 9  | 8  | 7  | 6  | 5  | 4  | 3  | 2  | 1  | 1  | 1  | 1  | 1  | 5    |

| Pos.                                                                                                   | Piloto              | DAY | DAY | DAY  | ATL  | LVS  | PHO | CAL | MAR | TEX   | BRI | RCH  | TAL | KAN | CLT | DOV | POC | MCH | SON  | DAY  | KEN  | NHA | IND   | POC | GLN | MCH  | BRI | DAR | RCH  |      | CHI | NHA | DOV  | CLT | TAL  | KAN | MAR | TEX  | PHO  | HOM  | Pts. | Etapa | Bono |
| Pos.                                                                                                   | Piloto              | D1  | D2  | 500  | ATL  | LVS  | PHO | CAL | MAR | TEX   | BRI | RCH  | TAL | KAN | CLT | DOV | POC | MCH | SON  | DAY  | KEN  | NHA | IND   | POC | GLN | MCH  | BRI | DAR | RCH  |      | CHI | NHA | DOV  | CLT | TAL  | KAN | MAR | TEX  | PHO  | HOM  | Pts. | Etapa | Bono |
| --- | ------------------- | --- | --- | ---- | ---- | ---- | --- | --- | --- | ----- | --- | ---- | --- | --- | --- | --- | --- | --- | ---- | ---- | ---- | --- | ----- | --- | --- | ---- | --- | --- | ---- | ---- | --- | --- | ---- | --- | ---- | --- | --- | ---- | ---- | ---- | ---- | ----- | ---- |
| 1 | Martin Truex Jr.    | 7‡  |     | 13   | 8    | 1*12 | 11  | 42  | 161 | 8     | 82  | 10   | 35  | 1*  | 3*2 | 312 | 6   | 612 | 37*1 | 34   | 1*12 | 3*1 | 33    | 3   | 1*  | 2    | 21  | 812 | 20*2 | 1    | 51  | 4   | 1    | 23  | 1    | 2   | 2*  | 3    | 1    | 5040 | –    | 691   |      |
| 2 | Kyle Busch          | 12  |     | 381  | 16   | 22   | 3*  | 8   | 2*  | 15    | 35  | 16   | 3*  | 51  | 21  | 16  | 9*1 | 7   | 5    | 20   | 5    | 122 | 34*12 | 1*1 | 71  | 10   | 1   | 2   | 91   | 15*1 | 1*2 | 1   | 29   | 27  | 10*1 | 1*  | 19  | 7    | 2    | 5035 | –    | 423   |      |
| 3 | Kevin Harvick       | 3   |     | 22*2 | 9*12 | 38   | 6   | 13  | 20  | 4     | 3   | 5    | 23  | 3   | 8   | 9   | 2   | 14  | 1    | 33   | 9    | 5   | 6     | 2   | 17  | 13   | 8   | 9   | 15   | 3    | 36  | 17  | 3*12 | 20  | 8    | 5   | 1   | 5    | 4    | 5033 | –    | 174   |      |
| 4 | Brad Keselowski     | 4*  |     | 27   | 1    | 5    | 5   | 2   | 1   | 6     | 34  | 2    | 71  | 2   | 39  | 38  | 5   | 16  | 3    | 31*1 | 39   | 9   | 2     | 5   | 15  | 17*1 | 29  | 15  | 11   | 6    | 4   | 101 | 15   | 1   | 13   | 412 | 5   | 16   | 7    | 5030 | –    | 266   |      |
| Corte de los Playoffs de la Copa NASCAR                                                                |                     |     |     |      |      |      |     |     |     |       |     |      |     |     |     |     |     |     |      |      |      |     |       |     |     |      |     |     |      |      |     |     |      |     |      |     |     |      |      |      |      |       |      |
| Pos.                                                                                                   | Piloto              | DAY | DAY | DAY  | ATL  | LVS  | PHO | CAL | MAR | TEX   | BRI | RCH  | TAL | KAN | CLT | DOV | POC | MCH | SON  | DAY  | KEN  | NHA | IND   | POC | GLN | MCH  | BRI | DAR | RCH  |      | CHI | NHA | DOV  | CLT | TAL  | KAN | MAR | TEX  | PHO  | HOM  | Pts. | Etapa | Bono |
| Pos.                                                                                                   | Piloto              | D1  | D2  | 500  | ATL  | LVS  | PHO | CAL | MAR | TEX   | BRI | RCH  | TAL | KAN | CLT | DOV | POC | MCH | SON  | DAY  | KEN  | NHA | IND   | POC | GLN | MCH  | BRI | DAR | RCH  |      | CHI | NHA | DOV  | CLT | TAL  | KAN | MAR | TEX  | PHO  | HOM  | Pts. | Etapa | Bono |
| 5 | Chase Elliott       | 1   |     | 14   | 5    | 3    | 122 | 10  | 32  | 9     | 7   | 24   | 30  | 29  | 38  | 5   | 8   | 2   | 8    | 22   | 3    | 11  | 39    | 10  | 13  | 8    | 18  | 11  | 10   | 2    | 11  | 2*  | 2    | 16  | 4    | 27  | 8   | 2    | 5    | 2377 | 95   | 67    |      |
| 6 | Denny Hamlin        |     | 1   | 17   | 38   | 6    | 10  | 14  | 30  | 25    | 10  | 3    | 112 | 23  | 53  | 8   | 12  | 4   | 4    | 24   | 4    | 1   | 17    | 4   | 4   | 16   | 3   | 1*  | 5    | 4    | 12  | 35  | 4    | 6   | 52   | 7   | 3   | 35*2 | 9    | 2353 | 89   | 335   |      |
| 7 | Matt Kenseth        | 5   |     | 40   | 3    | 9    | 37  | 36  | 9   | 16    | 4   | 23*1 | 24  | 12  | 4   | 12  | 10  | 11  | 20   | 272  | 17   | 4   | 5     | 9   | 2   | 24   | 42  | 6   | 38   | 9    | 3   | 11  | 11   | 14  | 37   | 9   | 4   | 1    | 8    | 2344 | 71   | 59    |      |
| 8 | Kyle Larson         |     | 9   | 12   | 2    | 2    | 2   | 1*1 | 17  | 2     | 6*1 | 14   | 12  | 6   | 33  | 2*  | 72  | 1*  | 26   | 29   | 2    | 2   | 28    | 33  | 23  | 1    | 9   | 14* | 1    | 5    | 2   | 52  | 10   | 13  | 39   | 37  | 372 | 401  | 3*12 | 2320 | 98   | 342   |      |
| 9 | Ryan Blaney         |     | 20  | 2    | 18   | 7    | 23  | 9   | 25  | 12*12 | 33  | 36   | 39  | 42  | 24  | 32  | 1   | 25  | 9    | 26   | 10   | 19  | 23    | 30  | 8   | 15   | 10  | 31  | 18   | 11   | 9   | 23  | 8    | 182 | 3    | 8   | 6   | 17   | 29   | 2305 | 58   | 9     |      |
| 10 | Jimmie Johnson      |     | 13  | 34   | 19   | 11   | 9   | 21  | 15  | 1     | 1   | 11   | 8   | 24  | 17  | 1   | 36  | 10  | 132  | 12   | 40   | 10  | 27    | 35  | 29  | 19   | 11  | 12  | 8    | 8    | 14  | 3   | 7    | 24  | 11   | 12  | 27  | 39   | 27   | 2260 | 42   | 1710  |      |
| 11 | Austin Dillon       |     | 5   | 19   | 32   | 25   | 18  | 11  | 5   | 33    | 13  | 20   | 36  | 16  | 1   | 13  | 13  | 27  | 18   | 36   | 19   | 15  | 21    | 21  | 26  | 7    | 39  | 4   | 21   | 16   | 19  | 16  | 16   | 29  | 14   | 13  | 13  | 14   | 11   | 2224 | 10   | 5     |      |
| 12 | Jamie McMurray      | 2   |     | 28   | 10   | 8    | 15  | 6   | 38  | 7     | 12  | 6    | 2   | 8   | 12  | 7   | 37  | 5   | 10   | 14   | 7    | 17  | 15    | 26  | 14  | 9    | 12  | 10  | 14   | 10   | 16  | 9   | 5    | 37  | 34   | 29  | 18  | 6    | 13   | 2224 | 27   | 38    |      |
| 13 | Ricky Stenhouse Jr. | 13  |     | 31   | 13   | 33   | 4   | 22  | 10  | 14    | 9   | 4    | 1   | 11  | 15  | 39  | 11  | 8   | 38   | 1    | 14   | 14  | 35    | 16  | 20  | 18   | 14  | 29  | 19   | 25   | 15  | 19  | 13   | 26  | 29   | 10  | 12  | 8    | 15   | 2222 | 14   | 10    |      |
| 14 | Kurt Busch          |     | 3   | 1    | 7    | 30   | 25  | 24  | 37  | 10    | 25  | 8    | 6   | 19  | 6   | 37  | 4   | 12  | 7    | 28   | 30   | 8   | 29    | 13  | 6   | 11   | 5   | 3   | 4    | 19   | 37  | 20  | 22   | 25  | 2    | 22  | 9   | 21   | 22   | 2217 | 40   | 5     |      |
| 15 | Kasey Kahne         |     | 14  | 7    | 4    | 12   | 20  | 20  | 14  | 38    | 20  | 22   | 5   | 15  | 35  | 17  | 35  | 21  | 24   | 18   | 38   | 28  | 1     | 11  | 16  | 38   | 24  | 24  | 12   | 21   | 35  | 14  | 9    | 8   | 15   | 16  | 11  | 19   | 33   | 2198 | 4    | 5     |      |
| 16 | Ryan Newman         |     | 8   | 21   | 35   | 17   | 1   | 15  | 8   | 26    | 14  | 7    | 25  | 40  | 9   | 4   | 14  | 15  | 15   | 5    | 22   | 27  | 3     | 14  | 25  | 4    | 6   | 7   | 3    | 23   | 13  | 13  | 40   | 2   | 33   | 14  | 20  | 20   | 10   | 2196 | 5    | 5     |      |
| 17 | Joey Logano         | 9   |     | 6    | 6    | 4    | 311 | 5   | 4   | 3     | 5   | 1    | 32  | 37  | 21  | 25  | 23  | 3   | 12   | 35   | 8    | 37  | 4     | 27  | 24  | 28   | 13  | 18  | 2    | 7    | 10  | 15  | 26   | 4*  | 21   | 24  | 7   | 12   | 6    | 930  | 160  | 1     |      |
| 18 | Clint Bowyer        |     | 2   | 32   | 11   | 10   | 13  | 3   | 7   | 11    | 2   | 15   | 14  | 9   | 14  | 31  | 17  | 26  | 2    | 2    | 13   | 7   | 30    | 62  | 5   | 23   | 19  | 40  | 24   | 13   | 7   | 6   | 27   | 35  | 19   | 3   | 36  | 13   | 12   | 871  | 93   | 1     |      |
| 19 | Erik Jones (R)      |     | 19  | 39   | 14   | 15   | 8   | 12  | 12  | 22    | 17  | 38   | 33  | 22  | 7   | 15  | 3   | 13  | 25   | 9    | 6    | 39  | 31    | 8   | 10  | 3    | 2*  | 5   | 6    | 33   | 6   | 12  | 17   | 36  | 35   | 26  | 10  | 4    | 21   | 863  | 162  | –     |      |
| 20 | Daniel Suárez (R)   | 11  |     | 29   | 21   | 20   | 7   | 7   | 32  | 19    | 18  | 12   | 19  | 7   | 11  | 6   | 15  | 24  | 16   | 17   | 18   | 6   | 7     | 7   | 32  | 37   | 15  | 38  | 7    | 12   | 8   | 8   | 6    | 15  | 36   | 15  | 14  | 18   | 34   | 777  | 25   | 1     |      |
| 21 | Dale Earnhardt Jr.  |     | 6*  | 37   | 30   | 16   | 14  | 16  | 34  | 5     | 38  | 30   | 22  | 20  | 10  | 11  | 38  | 9   | 6    | 32   | 12   | 18  | 36    | 12  | 37  | 14   | 23  | 22  | 13   | 17   | 34  | 7   | 12   | 7   | 7    | 11  | 35  | 10   | 25   | 668  | 44   | –     |      |
| 22 | Trevor Bayne        | 6   |     | 10   | 12   | 13   | 19  | 23  | 13  | 13    | 11  | 13   | 37  | 10  | 16  | 21  | 21  | 17  | 27   | 23   | 37   | 20  | 20    | 20  | 35  | 5    | 7   | 35  | 25   | 22   | 24  | 24  | 14   | 3   | 20   | 6   | 28  | 38   | 19   | 660  | 20   | –     |      |
| 23 | Paul Menard         | 20  |     | 5    | 25   | 19   | 21  | 29  | 19  | 36    | 16  | 25   | 9   | 35  | 13  | 33  | 20  | 22  | 11   | 3    | 21   | 22  | 16    | 19  | 18  | 34   | 16  | 16  | 28   | 14   | 20  | 26  | 19   | 12  | 12   | 20  | 23  | 15   | 16   | 631  | 6    | –     |      |
| 24 | Ty Dillon (R)       |     | 10  | 30   | 15   | 21   | 16  | 18  | 22  | 17    | 15  | 26   | 13  | 14  | 36  | 14  | 18  | 20  | 28   | 16   | 33   | 16  | 19    | 17  | 19  | 21   | 36  | 13  | 22   | 28   | 22  | 22  | 21   | 11  | 16   | 30  | 24  | 11   | 26   | 593  | 5    | –     |      |
| 25 | Chris Buescher      | 16  |     | 35   | 24   | 23   | 27  | 25  | 11  | 21    | 39  | 17   | 15  | 18  | 20  | 23  | 19  | 36  | 19   | 10   | 16   | 25  | 9     | 28  | 11  | 6    | 27  | 17  | 32   | 27   | 21  | 30  | 18   | 17  | 6    | 21  | 22  | 37   | 20   | 564  | –    | –     |      |
| 26 | Michael McDowell    |     | 12  | 15   | 29   | 18   | 24  | 33  | 26  | 23    | 26  | 29   | 34  | 13  | 19  | 19  | 24  | 23  | 14   | 4    | 23   | 26  | 18    | 18  | 12  | 27   | 20  | 19  | 16   | 30   | 23  | 27  | 35   | 30  | 18   | 19  | 21  | 22   | 24   | 542  | 11   | –     |      |
| 27 | A. J. Allmendinger  |     | 4‡  | 3    | 26   | 24   | 26  | 17  | 6   | 20    | 30  | 37   | 31  | 30  | 18  | 18  | 22  | 18  | 35   | 8    | 20   | 21  | 10    | 23  | 9   | 20   | 22  | 34  | 26   | 26   | 17  | 28  | 20   | 22  | 32   | 40  | 16  | 23   | 14   | 531  | 21   | –     |      |
| 28 | Danica Patrick      |     | 7   | 33   | 17   | 36   | 22  | 26  | 23  | 24    | 36  | 18   | 38  | 36  | 25  | 10  | 16  | 37  | 17   | 25   | 15   | 13  | 11    | 15  | 22  | 22   | 25  | 26  | 23   | 18   | 18  | 18  | 38   | 21  | 38   | 17  | 17  | 25   | 37   | 511  | 24   | –     |      |
| 29 | Aric Almirola       | 8   |     | 4    | 27   | 14   | 17  | 19  | 18  | 18    | 22  | 9    | 4   | 38  |     |     |     |     |      |      |      | 24  | 13    | 38  | 21  | 12   | 37  | 20  | 17   | 24   | 26  | 25  | 24   | 5   | 9    | 18  | 15  | 9    | 18   | 502  | –    | –     |      |
| 30 | David Ragan         |     | 11  | 25   | 23   | 29   | 35  | 31  | 24  | 28    | 23  | 19   | 10  | 17  | 23  | 30  | 25  | 29  | 31   | 6    | 24   | 29  | 38    | 22  | 27  | 30   | 17  | 25  | 27   | 29   | 29  | 21  | 37   | 10  | 17   | 28  | 30  | 33   | 17   | 447  | 9    | –     |      |
| 31 | Landon Cassill      | 15  |     | 16   | 22   | 27   | 28  | 27  | 27  | 29    | 32  | 21   | 29  | 21  | 28  | 36  | 27  | 32  | 30   | 19   | 26   | 23  | 22    | 29  | 36  | 25   | 35  | 21  | 39   | 20   | 25  | 29  | 25   | 28  | 23   | 23  | 26  | 24   | 23   | 382  | –    | –     |      |
| 32 | Matt DiBenedetto    | 14  |     | 9    | 28   | 26   | 29  | 29  | 35  | 31    | 19  | 28   | 18  | 32  | 37  | 29  | 32  | 28  | 23   | 13   | 25   | 30  | 8     | 37  | 28  | 26   | 26  | 27  | 31   | 31   | 31  | 31  | 23   | 31  | 22   | 39  | 25  | 27   | 30   | 363  | –    | –     |      |
| 33 | Cole Whitt          | 10  |     | 18   | 20   | 28   | 34  | 32  | 21  | 30    | 21  | 27   | 16  | 26  | 34  | 22  | 30  | 31  | 21   | 39   | 34   | 38  | 12    | 24  | 34  | 29   | 33  | 23  | 33   | 35   | 30  | 32  | 34   | 34  | 24   | 25  | 29  | 36   | 28   | 322  | –    | –     |      |
| 34 | Gray Gaulding (R)   |     |     |      | 37   | 34   | 36  | 37  | 29  | 34    | 29  | 31   | 20  | 34  | 27  | 24  | 29  |     |      |      | 35   | 35  | 24    | 31  |     |      | 31  | 36  | 35   | 38   | 33  |     | 36   | 9   | 28   | 31  | 40  |      |      | 164  | –    | –     |      |
| 35 | Reed Sorenson       | 21  |     | DNQ  | 31   | 31   | 30  | 34  | 31  | 35    | 28  | 33   | 40  | 25  | 30  |     | 31  | 34  |      | 30   | 28   | 34  |       |     |     | 33   | 38  | 39  | 30   | 32   | 28  | 39  | 31   |     | 25   | 32  | 31  |      | 35   | 150  | –    | –     |      |
| 36 | Jeffrey Earnhardt   |     | 18  | 26   | 33   | 32   | 39  | 39  | 36  | 40    | 27  | 35   | 28  | 33  | 40  | 27  | 34  | 35  |      | 37   | 29   | 33  | 26    | 36  |     | 35   | 40  | 30  | 33   | 34   | 38  | 37  | 30   | 38  | 26   | 38  | 33  | 29   | 32   | 145  | –    | –     |      |
| 37 | Derrike Cope        |     |     |      | 36   | 35   | 33  | 38  |     | 37    | 31  |      |     | 39  | 31  |     | 33  |     |      |      |      |     |       | 34  |     | 39   |     | 32  | 36   |      |     |     |      |     | 40   |     |     | 32   |      | 42   | –    | –     |      |
| 38 | Michael Waltrip     |     | 17  | 8    |      |      |     |     |     |       |     |      |     |     |     |     |     |     |      |      |      |     |       |     |     |      |     |     |      |      |     |     |      |     |      |     |     |      |      | 29   | –    | –     |      |
| 39 | D. J. Kennington    |     | 15  | 36   |      |      |     |     |     |       |     |      | DNQ |     |     |     |     |     |      | 38   |      |     |       |     |     |      |     |     |      |      |     |     |      | 33  |      |     |     | 26   |      | 17   | –    | –     |      |
| 40 | Billy Johnson       |     |     |      |      |      |     |     |     |       |     |      |     |     |     |     |     |     | 22   |      |      |     |       |     |     |      |     |     |      |      |     |     |      |     |      |     |     |      |      | 15   | –    | –     |      |
| 41 | Boris Said          |     |     |      |      |      |     |     |     |       |     |      |     |     |     |     |     |     | 29   |      |      |     |       |     | 30  |      |     |     |      |      |     |     |      |     |      |     |     |      |      | 15   | –    | –     |      |
| 42 | Gary Klutt          |     |     |      |      |      |     |     |     |       |     |      |     |     |     |     |     |     |      |      |      |     |       |     | 31  |      |     |     |      |      |     |     |      |     |      |     |     |      |      | 6    | –    | –     |      |
| 43 | Cody Ware           |     |     |      | 39   |      |     |     |     |       |     |      |     |     |     | 35  | 39  |     |      |      |      |     |       |     |     |      |     | 37  |      |      | 39  |     |      |     |      |     |     |      |      | 6    | –    | –     |      |
| 44 | Alon Day            |     |     |      |      |      |     |     |     |       |     |      |     |     |     |     |     |     | 32   |      |      |     |       |     |     |      |     |     |      |      |     |     |      |     |      |     |     |      |      | 5    | –    | –     |      |
| 45 | Kyle Weatherman     |     |     |      |      |      |     |     |     |       |     |      |     |     |     |     |     |     |      |      |      |     |       |     |     |      |     |     |      |      |     |     |      |     |      | 35  |     | 34   |      | 5    | –    | –     |      |
| 46 | Kevin O'Connell     |     |     |      |      |      |     |     |     |       |     |      |     |     |     |     |     |     | 33   |      |      |     |       |     |     |      |     |     |      |      |     |     |      |     |      |     |     |      |      | 4    | –    | –     |      |
| 47 | Tommy Regan         |     |     |      |      |      |     |     |     |       |     |      |     |     |     |     |     |     | 34   |      |      |     |       |     |     |      |     |     |      |      |     |     |      |     |      |     |     |      |      | 3    | –    | –     |      |
| 48 | Hermie Sadler       |     |     |      |      |      |     |     |     |       |     |      |     |     |     |     |     |     |      |      |      |     |       |     |     |      |     |     |      |      |     |     |      |     |      | 34  |     |      |      | 3    | –    | –     |      |
| No disponibles para sumar puntos en la Copa NASCAR                                                     |                     |     |     |      |      |      |     |     |     |       |     |      |     |     |     |     |     |     |      |      |      |     |       |     |     |      |     |     |      |      |     |     |      |     |      |     |     |      |      |      |      |       |      |
| Pos.                                                                                                   | Piloto              | DAY | DAY | DAY  | ATL  | LVS  | PHO | CAL | MAR | TEX   | BRI | RCH  | TAL | KAN | CLT | DOV | POC | MCH | SON  | DAY  | KEN  | NHA | IND   | POC | GLN | MCH  | BRI | DAR | RCH  |      | CHI | NHA | DOV  | CLT | TAL  | KAN | MAR | TEX  | PHO  | HOM  | Pts. | Etapa | Bono |
| Pos.                                                                                                   | Piloto              | D1  | D2  | 500  | ATL  | LVS  | PHO | CAL | MAR | TEX   | BRI | RCH  | TAL | KAN | CLT | DOV | POC | MCH | SON  | DAY  | KEN  | NHA | IND   | POC | GLN | MCH  | BRI | DAR | RCH  |      | CHI | NHA | DOV  | CLT | TAL  | KAN | MAR | TEX  | PHO  | HOM  | Pts. | Etapa | Bono |
| | Brendan Gaughan     | 19  |     | 11   |      |      |     |     |     |       |     |      | 26  |     |     |     |     |     |      | 7    |      |     |       |     |     |      |     |     |      |      |     |     |      | 19  |      |     |     |      |      |      |      |       |      |
| | Darrell Wallace Jr. |     |     |      |      |      |     |     |     |       |     |      |     |     |     |     | 26  | 19  |      | 15   | 11   |     |       |     |     |      |     |     |      |      |     |     |      |     |      |     |     |      |      |      |      |       |      |
| | Corey LaJoie        | 18  |     | 24   | 34   | 39   | 38  | 30  | 28  | 32    | 24  | 32   | 27  | 27  | 32  |     | 28  | 30  |      | 11   |      | 31  | 40    | 25  | 33  | 31   | 28  | 28  | 29   | 36   | 27  | 34  | 28   |     | 27   | 33  | 39  | 31   | 31   |      |      |       |      |
| | Timmy Hill          |     | 21  | DNQ  |      | 37   | 32  | 35  | 33  | 39    | 37  | 34   |     | 28  | 29  | 28  |     |     |      |      | 31   |     | 14    |     |     |      | DNQ |     |      | 39   |     | 40  | 33   |     |      |     |     |      |      |      |      |       |      |
| | Elliott Sadler      |     | 16  | 20   |      |      |     |     |     |       |     |      | 17  |     |     |     |     |     |      | 21   |      |     |       |     |     |      |     |     |      |      |     |     |      |     |      |     |     |      |      |      |      |       |      |
| | Ross Chastain       |     |     |      |      |      |     |     |     |       |     |      |     |     |     | 20  |     |     |      |      |      |     |       |     |     |      |     |     |      |      |     | 38  |      |     |      |     |     |      |      |      |      |       |      |
| | Joey Gase           | 17  |     | 23   |      |      |     |     |     |       |     |      | 21  |     |     |     |     |     |      |      | 36   |     | 25    |     |     |      | 34  |     |      |      |     |     |      | 32  |      |     | 32  | 30   | 39   |      |      |       |      |
| | Regan Smith         |     |     |      |      |      |     |     |     |       |     |      |     |     | 22  | 34  |     |     |      |      |      |     |       |     |     |      |     |     |      |      |     |     |      |     |      |     |     |      |      |      |      |       |      |
| | Ryan Sieg           |     |     |      |      |      |     |     |     |       |     |      |     |     |     | 26  |     | 33  |      | 40   | 27   | 32  |       |     |     |      |     |     |      |      |     |     |      |     |      |     |     |      |      |      |      |       |      |
| | J. J. Yeley         |     |     |      |      |      |     |     |     | 27    |     |      |     |     | 26  |     |     |     |      |      |      |     | 37    |     |     |      | 30  |     |      |      |     |     |      |     |      |     |     |      |      |      |      |       |      |
| | David Starr         |     |     |      |      |      |     |     |     |       |     |      |     |     |     |     |     |     |      |      |      |     |       |     |     |      |     |     |      |      |     |     |      |     |      |     | 38  | 28   | 36   |      |      |       |      |
| | B. J. McLeod        |     |     |      |      |      |     |     |     |       |     |      |     |     |     |     |     |     |      |      | 32   |     | 32    |     |     | 36   | 32  |     | 37   |      |     | 36  | 32   |     | 30   |     |     |      |      |      |      |       |      |
| | Brett Moffitt       |     |     |      |      |      |     |     |     |       |     |      |     |     |     |     |     |     |      |      |      |     |       |     | 32  | 32   |     |     |      | 37   | 32  | 33  | 39   |     | 31   |     |     |      |      |      |      |       |      |
| | Carl Long           |     |     |      |      |      |     |     |     |       |     |      |     | 31  |     |     |     |     |      |      |      |     |       |     |     |      |     | 33  |      |      |     |     |      |     |      | 36  |     |      |      |      |      |       |      |
| | Stephen Leicht      |     |     |      |      |      |     |     |     |       |     |      |     |     |     |     |     |     |      |      |      |     |       | 32  |     |      |     |     |      |      |     |     |      |     |      |     |     |      |      |      |      |       |      |
| | Ray Black Jr.       |     |     |      |      |      |     |     |     |       |     |      |     |     |     |     |     |     |      |      |      |     |       |     |     |      |     |     |      | 40   |     |     |      |     |      |     | 34  |      | 38   |      |      |       |      |
| | Josh Bilicki        |     |     |      |      |      |     |     |     |       |     |      |     |     |     |     |     |     | 36   |      |      | 36  |       |     |     |      |     |     |      |      |     |     |      |     |      |     |     |      |      |      |      |       |      |
| | Mark Thompson       |     |     |      |      |      |     |     |     |       |     |      |     |     |     |     |     |     |      |      |      |     |       |     |     |      |     |     |      |      |     |     |      | 39  |      |     |     |      |      |      |      |       |      |
| | Justin Marks        |     |     |      |      |      |     |     |     |       |     |      |     |     |     |     |     |     |      |      |      |     |       |     |     |      |     |     |      |      |     |     |      | 40  |      |     |     |      |      |      |      |       |      |
| | Alex Bowman         |     |     |      |      |      |     |     |     |       |     |      |     |     |     |     |     |     |      |      |      |     |       |     |     |      |     |     |      |      |     |     |      |     |      |     | QL  |      |      |      |      |       |      |
| ‡ - Alllmendinger y Truex perdieron sus puntos en los Duelos por fallar en la inspección post-carrera. |                     |     |     |      |      |      |     |     |     |       |     |      |     |     |     |     |     |     |      |      |      |     |       |     |     |      |     |     |      |      |     |     |      |     |      |     |     |      |      |      |      |       |      |

| Referencias \| Color \| Resultado(s) \| \| Oro \| Ganador \| \| Plata \| 2.º-5.º lugar \| \| Bronce \| 6.º-10.º puesto \| \| Verde \| 11.º-20.º lugar \| \| Azul \| Finalizó 21 o peor \| \| Violeta \| No terminó la carrera \| \| Negro \| Descalificado (DSQ) \| \| Rosa \| No se clasificó (DNQ) \| \| Marrón \| Retiro (Wth) \| \| Blanco \| Clasificó para otro piloto(QL) \| \| Blanco \| Clasificó pero fue reemplazado por lesión (INQ) \| \| Sin color \| No participó (DNP) \| \| Sin color \| Lesionado (INJ) \| \| Sin color \| Excluido (EX) \| Negrita – Pole position obtenida por tiempos. Cursiva – Pole position obtenida por los resultados en la última práctica, o por la posición en el campeonato de propietarios. * – Piloto que más vueltas lideró. 1 – Ganador de la etapa 1. 2 – Ganador de la etapa 2. |                                                 |
| Color | Resultado(s)                                    |
| Oro | Ganador                                         |
| Plata | 2.º-5.º lugar                                   |
| Bronce | 6.º-10.º puesto                                 |
| Verde | 11.º-20.º lugar                                 |
| Azul | Finalizó 21 o peor                              |
| Violeta | No terminó la carrera                           |
| Negro | Descalificado (DSQ)                             |
| Rosa | No se clasificó (DNQ)                           |
| Marrón | Retiro (Wth)                                    |
| Blanco | Clasificó para otro piloto(QL)                  |
| Blanco | Clasificó pero fue reemplazado por lesión (INQ) |
| Sin color | No participó (DNP)                              |
| Sin color | Lesionado (INJ)                                 |
| Sin color | Excluido (EX)                                   |

. – Eliminado después de la Ronda de 16
. – Eliminado después de la Ronda de 12
. – Eliminado después de la Ronda de 8

### Campeonato de marcas
| Pos | Marca     | Victorias | Puntos |
| --- | --------- | --------- | ------ |
| 1   | Toyota    | 16        | 1292   |
| 2   | Ford      | 10        | 1254   |
| 3   | Chevrolet | 10        | 1247   |